# Billy Talent/Diskografie
Diese Diskografie ist eine Übersicht über die musikalischen Werke der kanadischen Rockband Billy Talent und ihrer Pseudonyme wie Pezz. Den Schallplattenauszeichnungen zufolge hat sie bisher mehr als 4,8 Millionen Tonträger verkauft. Ihre erfolgreichste Veröffentlichung ist das dritte Studioalbum Billy Talent II mit über 990.000 verkauften Einheiten.

## Alben

### Studioalben
| Jahr | Titel Musiklabel                       | Höchstplatzierung, Gesamtwochen, AuszeichnungChartplatzierungen (Jahr, Titel, Musiklabel, Platzierungen, Wochen, Auszeichnungen, Anmerkungen) | Höchstplatzierung, Gesamtwochen, AuszeichnungChartplatzierungen (Jahr, Titel, Musiklabel, Platzierungen, Wochen, Auszeichnungen, Anmerkungen) | Höchstplatzierung, Gesamtwochen, AuszeichnungChartplatzierungen (Jahr, Titel, Musiklabel, Platzierungen, Wochen, Auszeichnungen, Anmerkungen) | Höchstplatzierung, Gesamtwochen, AuszeichnungChartplatzierungen (Jahr, Titel, Musiklabel, Platzierungen, Wochen, Auszeichnungen, Anmerkungen) | Höchstplatzierung, Gesamtwochen, AuszeichnungChartplatzierungen (Jahr, Titel, Musiklabel, Platzierungen, Wochen, Auszeichnungen, Anmerkungen) | Höchstplatzierung, Gesamtwochen, AuszeichnungChartplatzierungen (Jahr, Titel, Musiklabel, Platzierungen, Wochen, Auszeichnungen, Anmerkungen) | Anmerkungen                                                  |
| Jahr | Titel Musiklabel                       | DE | AT | CH | UK | US | CA | Anmerkungen                                                  |
| ---- | -------------------------------------- | --- | --- | --- | --- | --- | --- | ------------------------------------------------------------ |
| 1999 | Watoosh! Selbstverlag                  | — | — | — | — | — | — | Erstveröffentlichung: 23. Juli 1999 als Pezz                 |
| 2003 | Billy Talent Atlantic Records (WMG)    | DE97 Platin · (2 Wo.)DE | AT38 (6 Wo.)AT | — | UK— SilberUK | US194 (1 Wo.)US | CA6 ×4Vierfachplatin + Gold (10th Anniversary) · (101 Wo.)CA                                                                                  | Erstveröffentlichung: 15. September 2003 Verkäufe: + 700.000 |
| 2006 | Billy Talent II Atlantic Records (WMG) | DE1 ×2Doppelplatin · (67 Wo.)DE | AT4 Platin · (84 Wo.)AT | CH31 (39 Wo.)CH | UK46 Silber · (2 Wo.)UK | US134 (1 Wo.)US | CA1 ×5Fünffachplatin · (65 Wo.)CA | Erstveröffentlichung: 23. Juni 2006 Verkäufe: + 990.000      |
| 2009 | Billy Talent III Warner Music (WMG)    | DE2 Platin · (28 Wo.)DE | AT2 Platin · (18 Wo.)AT | CH3 (14 Wo.)CH | UK35 (2 Wo.)UK | US107 (1 Wo.)US | CA1 ×3Dreifachplatin · (53 Wo.)CA | Erstveröffentlichung: 10. Juli 2009 Verkäufe: + 460.000      |
| 2012 | Dead Silence Warner Music (WMG)        | DE1 Gold · (16 Wo.)DE | AT2 Gold · (10 Wo.)AT | CH3 (8 Wo.)CH | UK23 (1 Wo.)UK | US135 (1 Wo.)US | CA1 Platin · (5 Wo.)CA | Erstveröffentlichung: 7. September 2012 Verkäufe: + 190.000  |
| 2016 | Afraid of Heights Warner Music (WMG)   | DE1 (14 Wo.)DE | AT1 (10 Wo.)AT | CH1 (10 Wo.)CH | UK23 (1 Wo.)UK | — | CA1 Gold · (7 Wo.)CA | Erstveröffentlichung: 29. Juli 2016 Verkäufe: + 40.000       |
| 2022 | Crisis of Faith Warner Music (WMG)     | DE1 (7 Wo.)DE | AT2 (6 Wo.)AT | CH1 (4 Wo.)CH | — | — | CA1 (11 Wo.)CA | Erstveröffentlichung: 21. Januar 2022                        |

### Livealben
| Jahr | Titel Musiklabel                                | Höchstplatzierung, Gesamtwochen, AuszeichnungChartplatzierungen (Jahr, Titel, Musiklabel, Platzierungen, Wochen, Auszeichnungen, Anmerkungen) | Höchstplatzierung, Gesamtwochen, AuszeichnungChartplatzierungen (Jahr, Titel, Musiklabel, Platzierungen, Wochen, Auszeichnungen, Anmerkungen) | Höchstplatzierung, Gesamtwochen, AuszeichnungChartplatzierungen (Jahr, Titel, Musiklabel, Platzierungen, Wochen, Auszeichnungen, Anmerkungen) | Höchstplatzierung, Gesamtwochen, AuszeichnungChartplatzierungen (Jahr, Titel, Musiklabel, Platzierungen, Wochen, Auszeichnungen, Anmerkungen) | Höchstplatzierung, Gesamtwochen, AuszeichnungChartplatzierungen (Jahr, Titel, Musiklabel, Platzierungen, Wochen, Auszeichnungen, Anmerkungen) | Höchstplatzierung, Gesamtwochen, AuszeichnungChartplatzierungen (Jahr, Titel, Musiklabel, Platzierungen, Wochen, Auszeichnungen, Anmerkungen) | Anmerkungen                             |
| Jahr | Titel Musiklabel                                | DE | AT | CH | UK | US | CA | Anmerkungen                             |
| ---- | ----------------------------------------------- | --- | --- | --- | --- | --- | --- | --------------------------------------- |
| 2007 | 666 Live Warner Music (WMG)                     | DE31 (6 Wo.)DE | AT17 (12 Wo.)AT | — | — | — | — | Erstveröffentlichung: 23. November 2007 |
| 2023 | Live at Festhalle, Frankfurt Warner Music (WMG) | DE34 (2 Wo.)DE | — | — | — | — | — | Erstveröffentlichung: 16. Juni 2023     |

### Kompilationen
| Jahr | Titel Musiklabel        | Höchstplatzierung, Gesamtwochen, AuszeichnungChartplatzierungen (Jahr, Titel, Musiklabel, Platzierungen, Wochen, Auszeichnungen, Anmerkungen) | Höchstplatzierung, Gesamtwochen, AuszeichnungChartplatzierungen (Jahr, Titel, Musiklabel, Platzierungen, Wochen, Auszeichnungen, Anmerkungen) | Höchstplatzierung, Gesamtwochen, AuszeichnungChartplatzierungen (Jahr, Titel, Musiklabel, Platzierungen, Wochen, Auszeichnungen, Anmerkungen) | Höchstplatzierung, Gesamtwochen, AuszeichnungChartplatzierungen (Jahr, Titel, Musiklabel, Platzierungen, Wochen, Auszeichnungen, Anmerkungen) | Höchstplatzierung, Gesamtwochen, AuszeichnungChartplatzierungen (Jahr, Titel, Musiklabel, Platzierungen, Wochen, Auszeichnungen, Anmerkungen) | Höchstplatzierung, Gesamtwochen, AuszeichnungChartplatzierungen (Jahr, Titel, Musiklabel, Platzierungen, Wochen, Auszeichnungen, Anmerkungen) | Anmerkungen                                                |
| Jahr | Titel Musiklabel        | DE | AT | CH | UK | US | CA | Anmerkungen                                                |
| ---- | ----------------------- | --- | --- | --- | --- | --- | --- | ---------------------------------------------------------- |
| 2014 | Hits Warner Music (WMG) | DE64 (2 Wo.)DE | — | CH79 (1 Wo.)CH | — | — | CA15 ×2Doppelplatin · (3 Wo.)CA | Erstveröffentlichung: 31. Oktober 2014 Verkäufe: + 160.000 |

### EPs
| Jahr | Titel Musiklabel         | Anmerkungen                                |
| ---- | ------------------------ | ------------------------------------------ |
| 1994 | DemoLuca Selbstverlag    | Erstveröffentlichung: 1994 als Pezz        |
| 1995 | Dudebox Selbstverlag     | Erstveröffentlichung: Januar 1995 als Pezz |
| 2001 | Try Honesty Selbstverlag | Erstveröffentlichung: 2001                 |

## Singles
| Jahr | Titel Album                                            | Höchstplatzierung, Gesamtwochen, AuszeichnungChartplatzierungen (Jahr, Titel, Album, Platzierungen, Wochen, Auszeichnungen, Anmerkungen) | Höchstplatzierung, Gesamtwochen, AuszeichnungChartplatzierungen (Jahr, Titel, Album, Platzierungen, Wochen, Auszeichnungen, Anmerkungen) | Höchstplatzierung, Gesamtwochen, AuszeichnungChartplatzierungen (Jahr, Titel, Album, Platzierungen, Wochen, Auszeichnungen, Anmerkungen) | Höchstplatzierung, Gesamtwochen, AuszeichnungChartplatzierungen (Jahr, Titel, Album, Platzierungen, Wochen, Auszeichnungen, Anmerkungen) | Höchstplatzierung, Gesamtwochen, AuszeichnungChartplatzierungen (Jahr, Titel, Album, Platzierungen, Wochen, Auszeichnungen, Anmerkungen) | Höchstplatzierung, Gesamtwochen, AuszeichnungChartplatzierungen (Jahr, Titel, Album, Platzierungen, Wochen, Auszeichnungen, Anmerkungen) | Anmerkungen                                                  |
| Jahr | Titel Album                                            | DE | AT | CH | UK | US | CA | Anmerkungen                                                  |
| --- | ------------------------------------------------------ | --- | --- | --- | --- | --- | --- | ------------------------------------------------------------ |
| 2003 | Try Honesty Billy Talent                               | — | — | — | UK68 (2 Wo.)UK | — | CA— PlatinCA | Erstveröffentlichung: 1. Juli 2003 Verkäufe: + 80.000        |
| 2004 | The Ex Billy Talent                                    | — | — | — | UK61 (1 Wo.)UK | — | — | Erstveröffentlichung: 29. März 2004                          |
| 2004 | River Below Billy Talent                               | — | — | — | UK70 (2 Wo.)UK | — | CA— PlatinCA | Erstveröffentlichung: 5. Juli 2004 Verkäufe: + 80.000        |
| 2006 | Devil in a Midnight Mass Billy Talent II               | — | — | — | UK66 (1 Wo.)UK | — | CA— PlatinCA | Erstveröffentlichung: 12. Juni 2006 Verkäufe: + 80.000       |
| 2006 | Red Flag Billy Talent II                               | DE34 Platin · (13 Wo.)DE | AT19 (21 Wo.)AT | — | UK49 (1 Wo.)UK | — | CA— ×2DoppelplatinCA | Erstveröffentlichung: 11. September 2006 Verkäufe: + 760.000 |
| 2007 | Fallen Leaves Billy Talent II                          | DE35 (10 Wo.)DE | AT34 Platin · (19 Wo.)AT | CH91 (1 Wo.)CH | — | — | CA73 ×3Dreifachplatin · (3 Wo.)CA | Erstveröffentlichung: 19. Januar 2007 Verkäufe: + 270.000    |
| 2007 | Surrender Billy Talent II                              | DE46 (9 Wo.)DE | AT45 Gold · (15 Wo.)AT | — | — | — | CA22 Platin · (20 Wo.)CA | Erstveröffentlichung: 11. Juni 2007 Verkäufe: + 95.000       |
| 2008 | Turn Your Back –                                       | — | AT50 (2 Wo.)AT | — | — | — | CA23 (4 Wo.)CA | Erstveröffentlichung: 11. September 2008 feat. Anti-Flag     |
| 2009 | Rusted from the Rain Billy Talent III                  | DE14 Gold · (12 Wo.)DE | AT19 Gold · (13 Wo.)AT | CH53 (11 Wo.)CH | — | — | CA9 ×3Dreifachplatin · (20 Wo.)CA | Erstveröffentlichung: 19. Mai 2009 Verkäufe: + 555.000       |
| 2009 | Devil on My Shoulder Billy Talent III                  | — | — | — | — | — | CA46 Platin · (20 Wo.)CA | Erstveröffentlichung: 26. August 2009 Verkäufe: + 80.000     |
| 2010 | Saint Veronika Billy Talent III                        | — | — | — | — | — | CA62 Gold · (9 Wo.)CA | Erstveröffentlichung: 19. März 2010 Verkäufe: + 40.000       |
| 2012 | Viking Death March Dead Silence                        | — | — | — | — | — | CA69 Platin · (6 Wo.)CA | Erstveröffentlichung: 25. Mai 2012 Verkäufe: + 80.000        |
| 2012 | Surprise, Surprise Dead Silence                        | DE77 (1 Wo.)DE | — | — | — | — | CA77 Gold · (10 Wo.)CA | Erstveröffentlichung: 7. August 2012 Verkäufe: + 40.000      |
| 2013 | Stand Up and Run Dead Silence                          | — | — | — | — | — | CA90 (4 Wo.)CA | Erstveröffentlichung: 6. Februar 2013                        |
| 2014 | Kingdom of Zod Hits                                    | — | — | — | — | — | — | Erstveröffentlichung: 25. Oktober 2014                       |
| 2016 | Afraid of Heights                                      | — | — | — | — | — | CA— GoldCA | Erstveröffentlichung: 13. Mai 2016 Verkäufe: + 40.000        |
| 2016 | Louder Than the DJ Afraid of Heights                   | — | — | — | — | — | — | Erstveröffentlichung: 3. Juni 2016                           |
| 2016 | Time Bomb Ticking Away Afraid of Heights               | — | — | — | — | — | — | Erstveröffentlichung: 25. Juli 2016                          |
| 2016 | The Crutch Afraid of Heights                           | — | — | — | — | — | — | Erstveröffentlichung: 26. Juli 2016                          |
| 2016 | Ghost Ship of Cannibal Rats Afraid of Heights          | — | — | — | — | — | — | Erstveröffentlichung: 27. Juli 2016                          |
| 2016 | Big Red Gun Afraid of Heights                          | — | — | — | — | — | — | Erstveröffentlichung: 28. Juli 2016                          |
| 2016 | A Passage to Bangkok 2112 (40th Anniversary Edition)   | — | — | — | — | — | — | Erstveröffentlichung: 18. November 2006 Original: Rush       |
| 2019 | Forgiveness I + II Crisis of Faith                     | — | — | — | — | — | — | Erstveröffentlichung: 27. November 2019                      |
| 2020 | Reckless Paradise Crisis of Faith                      | — | — | — | — | — | — | Erstveröffentlichung: 24. Januar 2020                        |
| 2020 | I Beg to Differ (This Will Get Better) Crisis of Faith | — | — | — | — | — | — | Erstveröffentlichung: 3. April 2020                          |
| 2021 | End of Me Crisis of Faith                              | — | — | — | — | — | — | Erstveröffentlichung: 10. September 2021 feat. Rivers Cuomo  |
| 2022 | Judged Crisis of Faith                                 | — | — | — | — | — | — | Erstveröffentlichung: 7. Januar 2022                         |
| Folgende Lieder erschienen nicht als Single, wurden aber durch das Album zum Download und Streaming bereitgestellt und konnten somit eine Platzierung erlangen: |                                                        | | | | | | |                                                              |
| |                                                        | | | | | | |                                                              |
| 2008 | This Suffering Billy Talent II                         | — | — | — | — | — | CA93 (4 Wo.)CA | Charteinstieg: 12. Januar 2008                               |
| 2010 | Diamond on a Landmine Billy Talent III                 | — | — | — | — | — | CA88 (7 Wo.)CA | Charteinstieg: 4. September 2010                             |

Anmerkung: Die Platzierungen in Kanada beziehen sich auf die inoffiziellen Canadian Hot 100, die von Billboard veröffentlicht werden, da die Datengrundlagen für die offiziellen kanadischen Musikcharts nicht verwertbar sind.

## Videoalben und Musikvideos

### Videoalben
| Jahr | Titel Musiklabel                            | Höchstplatzierung, Gesamtwochen, AuszeichnungChartplatzierungen (Jahr, Titel, Musiklabel, Platzierungen, Wochen, Auszeichnungen, Anmerkungen) | Höchstplatzierung, Gesamtwochen, AuszeichnungChartplatzierungen (Jahr, Titel, Musiklabel, Platzierungen, Wochen, Auszeichnungen, Anmerkungen) | Höchstplatzierung, Gesamtwochen, AuszeichnungChartplatzierungen (Jahr, Titel, Musiklabel, Platzierungen, Wochen, Auszeichnungen, Anmerkungen) | Höchstplatzierung, Gesamtwochen, AuszeichnungChartplatzierungen (Jahr, Titel, Musiklabel, Platzierungen, Wochen, Auszeichnungen, Anmerkungen) | Höchstplatzierung, Gesamtwochen, AuszeichnungChartplatzierungen (Jahr, Titel, Musiklabel, Platzierungen, Wochen, Auszeichnungen, Anmerkungen) | Höchstplatzierung, Gesamtwochen, AuszeichnungChartplatzierungen (Jahr, Titel, Musiklabel, Platzierungen, Wochen, Auszeichnungen, Anmerkungen) | Anmerkungen                                               |
| Jahr | Titel Musiklabel                            | DE | AT | CH | UK | US | CA | Anmerkungen                                               |
| ---- | ------------------------------------------- | --- | --- | --- | --- | --- | --- | --------------------------------------------------------- |
| 2004 | Scandalous Travelers Atlantic Records (WMG) | — | — | — | — | — | CA— PlatinCA | Erstveröffentlichung: 2004 Verkäufe: + 10.000             |
| 2007 | 666 Live Warner Music (WMG)                 | DE*DE | AT*AT | — | — | — | — | Erstveröffentlichung: 23. November 2007 * siehe Livealbum |

### Musikvideos
| Jahr | Titel                       | Regie                                |
| ---- | --------------------------- | ------------------------------------ |
| 2003 | Try Honesty                 | Sean Michael Turrell                 |
| 2004 | The Ex                      | Billy Talent, Shawn Maher            |
| 2004 | River Below                 | Sean Michael Turrell                 |
| 2004 | Nothing to Lose             | Sean Michael Turrell                 |
| 2006 | Devil in a Midnight Mass    | Sean Michael Turrell                 |
| 2006 | Red Flag                    | Floria Sigismondi                    |
| 2006 | Fallen Leaves               | Dean Karr                            |
| 2007 | Surrender                   | Phil Harder                          |
| 2007 | The Navy Song               |                                      |
| 2007 | This Suffering              | Pierre & Francois Lamoureux          |
| 2009 | Rusted from the Rain        | Wayne Isham                          |
| 2009 | Devil on My Shoulder        | Howard Greenhalgh                    |
| 2010 | Saint Veronika              | Michael Maxxis                       |
| 2010 | Diamond on a Landmine       | Michael Maxxis                       |
| 2010 | Prisoners of Today          | Dustin Rabin                         |
| 2012 | Viking Death March          | Michael Maxxis                       |
| 2012 | Surprise Surprise           | Michael Maxxis                       |
| 2013 | Stand Up and Run            | Phil Harder                          |
| 2013 | Show Me the Way             | Alon Isocianu                        |
| 2013 | Runnin’ Across the Tracks   | Alon Isocianu                        |
| 2014 | Kingdom of Zod              | Sean Turrell                         |
| 2015 | Chasing the Sun             | Phil Harder                          |
| 2015 | Love Was Still Around       | Dustin Rabin                         |
| 2016 | Afraid of Heights           | Alon Isocianu                        |
| 2016 | Louder Than the DJ          | Dustin Rabin, Aaron Solowoniuk       |
| 2017 | Ghost Ship of Cannibal Rats | Sarah Legault, Jeremy Schaulin-Rioux |

## Promoveröffentlichungen
| Jahr | Titel Album                                             | Anmerkungen                                                            |
| ---- | ------------------------------------------------------- | ---------------------------------------------------------------------- |
| 2002 | Living in the Shadows / Prisoners of Today Billy Talent | Erstveröffentlichung: 2002                                             |
| 2004 | Nothing to Lose Billy Talent                            | Erstveröffentlichung: 16. November 2004 · CA: Gold; Verkäufe: + 40.000 |
| 2014 | Chasing the Sun Hits                                    | Erstveröffentlichung: 25. Oktober 2014                                 |

## Sonderveröffentlichungen

### Alben
| Jahr | Titel Musiklabel                  | Anmerkungen                                                     |
| ---- | --------------------------------- | --------------------------------------------------------------- |
| 2010 | iTunes Session Warner Music (WMG) | Erstveröffentlichung: 12. Februar 2010 Vertrieb nur über iTunes |

| Jahr | Titel Musiklabel                                      | Anmerkungen                                                      |
| ---- | ----------------------------------------------------- | ---------------------------------------------------------------- |
| 2008 | Billy Talent + Billy Talent II Atlantic Records (WMG) | Erstveröffentlichung: 5. September 2008 Teil der „2-for-1“-Reihe |

| Jahr | Titel Musiklabel                                                               | Anmerkungen                                                           |
| ---- | ------------------------------------------------------------------------------ | --------------------------------------------------------------------- |
| 2006 | Live from the UK Sept./2006 – 08:09:06 London, Hammersmith Palais Concert Live | Erstveröffentlichung: 8. September 2006 Vertrieb nur auf dem Konzert  |
| 2006 | Live from the UK Sept./2006 – 16:09:06 Manchester Academy Concert Live         | Erstveröffentlichung: 16. September 2006 Vertrieb nur auf dem Konzert |

### Lieder
| Jahr | Titel Musiklabel                                     | Anmerkungen                                            |
| ---- | ---------------------------------------------------- | ------------------------------------------------------ |
| 2016 | A Passage to Bangkok 2112 (40th Anniversary Edition) | Erstveröffentlichung: 16. Dezember 2016 Original: Rush |

## Statistik

### Chartauswertung
|                     | DE    | AT    | CH    | UK    | US    | CA    |
| ------------------- | ----- | ----- | ----- | ----- | ----- | ----- |
| Nummer-eins-Alben   | DE4DE | AT1AT | CH2CH | UK—UK | US—US | CA5CA |
| Top-10-Alben        | DE5DE | AT5AT | CH4CH | UK—UK | US—US | CA6CA |
| Alben in den Charts | DE9DE | AT7AT | CH6CH | UK4UK | US4US | CA7CA |

|                       | DE    | AT    | CH    | UK    | US    | CA     |
| --------------------- | ----- | ----- | ----- | ----- | ----- | ------ |
| Nummer-eins-Singles   | DE—DE | AT—AT | CH—CH | UK—UK | US—US | CA—CA  |
| Top-10-Singles        | DE—DE | AT—AT | CH—CH | UK—UK | US—US | CA1CA  |
| Singles in den Charts | DE5DE | AT5AT | CH2CH | UK5UK | US—US | CA11CA |

### Auszeichnungen für Musikverkäufe
| Goldene Schallplatte - Kanada - 2023: für das Lied This Is How It Goes |

Anmerkung: Auszeichnungen in Ländern aus den Charttabellen bzw. Chartboxen sind in ebendiesen zu finden.
| Land/RegionAuszeichnungen für Musikverkäufe (Land/Region, Auszeichnungen, Verkäufe, Quellen) | Silber     | Gold       | Platin       | Verkäufe  | Quellen           |
| -------------------------------------------------------------------------------------------- | ---------- | ---------- | ------------ | --------- | ----------------- |
| Deutschland (BVMI)                                                                           | —          | 2× Gold2   | 5× Platin5   | 1.800.000 | musikindustrie.de |
| Kanada (MC)                                                                                  | —          | 7× Gold7   | 30× Platin30 | 2.790.000 | musiccanada.com   |
| Österreich (IFPI)                                                                            | —          | 3× Gold3   | 3× Platin3   | 120.000   | ifpi.at           |
| Vereinigtes Königreich (BPI)                                                                 | 2× Silber2 | —          | —            | 120.000   | bpi.co.uk         |
| Insgesamt                                                                                    | 2× Silber2 | 12× Gold12 | 38× Platin38 |           |                   |